# Royal Montserrat Police Force
Royal Montserrat Police Force ist ein montserratanischer Fußballverein aus Brades. Der Verein spielt in der Montserrat Championship, die zwischen 2005 und 2015 nicht ausgetragen wurde. Der Verein hat die Meisterschaft seit 1995 insgesamt 5 mal, zuletzt 2016 gewonnen, häufiger als jeder andere Verein in der Liga.

## Erfolge
- Montserrat Championship: 5

1996, 2000, 2001, 2003, 2016